# Anastigmat

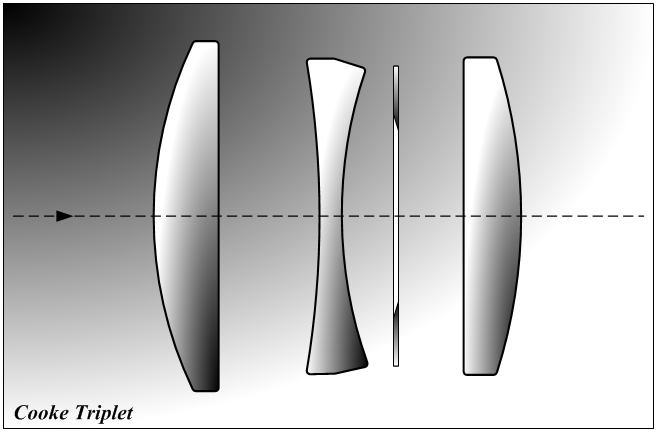
Cooke-Triplet als einfachster Anastigmat

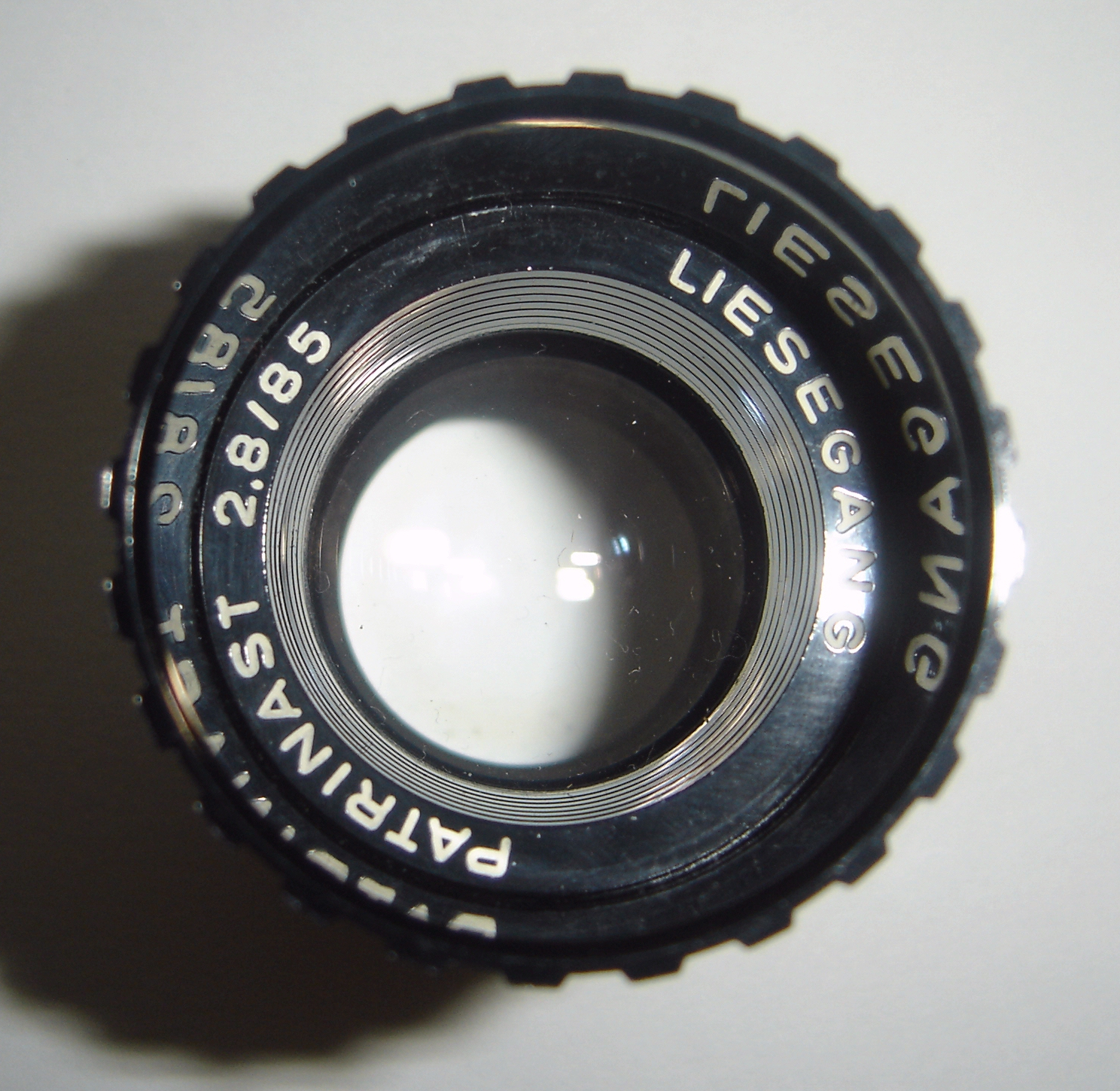
Anastigmatisches Objektiv eines Projektors (Patrinast von Liesegang)

Unofocal Doppel-Anastigmat

Als Anastigmat wird ein optisches Linsensystem (z. B. ein Objektiv) bezeichnet, das einen früher berüchtigten Abbildungsfehler, den Astigmatismus (Punktlosigkeit), nicht aufweist. Dazu werden die sagittale und die meridionale Bildschale zur Deckung gebracht und auch die Bildfeldwölbung beseitigt, was mit einer Einzellinse physikalisch nicht erreichbar ist.
Das erste anastigmatische Objektiv war das von Paul Rudolph 1891 für Carl Zeiss entwickelte vierlinsige Protar. Der einfachste Anastigmat ist das wenig später aus zwei konvexen und einer konkaven Linse entstandene Cooke-Triplet. Auf dem Cooke-Triplet bauen weitere wichtige Objektive auf, wie beispielsweise der vierlinsige Tessar-Typ, bei dem die Hinterlinse durch eine verkittete, positiv brechende Konkav-konvex-Linsenkombination ersetzt wird, oder das Heliar von Voigtländer, bei dem zusätzlich die Vorderlinse aus einem Kittglied besteht.
Objektive nach Art eines Gaußschen Doppelobjektivs sind ebenfalls in der Regel Anastigmaten. Ursprünglich handelte es sich dabei um streng symmetrische, später auch um komplexere, nicht-symmetrische Systeme.
Alle hochwertigen Linsensysteme sind heute als Anastigmaten ausgeführt. Oft handelt es sich dabei um Varianten des Triplet- oder des Gauß-Typs. Ausnahme sind Sonderfälle, bei denen nur ein kleines Gesichtsfeld abgebildet wird, wie Objektive von Fernrohren und Ferngläsern.
Insbesondere ältere Kamera- und Projektionsobjektive tragen entweder direkt die Bezeichnung „Anastigmat“ (z. B. der Novotrinast-Anastigmat der Ed. Liesegang oHG) oder lassen eine entsprechende Eigenschaft anklingen (Patrinast, ebenfalls ein Projektionsobjektiv von Liesegang; Trinast von Carl Zeiss). Oft handelt es sich dabei um Objektive nach Art des Cooke-Triplets. Der abgebildete Unofocal Doppel-Anastigmat von C.A. Steinheil folgt jedoch einem Gauß-Typ.